# Davor
Davor är en kommun och ort i östra Kroatien. Kommunen har 3 015 invånare (2011) och hör administrativt till Brod-Posavinas län i Slavonien. I kommunen finns två orter, Davor och Orubica. 

## Demografi
En majoritet av invånarna i Davor är kroater. År 2011 utgjorde kroaterna 99,66% av kommunens invånarantal. Vid folkräkningen 2011 var 1 541 invånare män och 1 474 invånare kvinnor.

## Kända personligheter från Davor (urval)
- Ivica Olić (1979–), fotbollsspelare
- Matija Antun Relković (1732–1798), författare